# Sigrid Beer

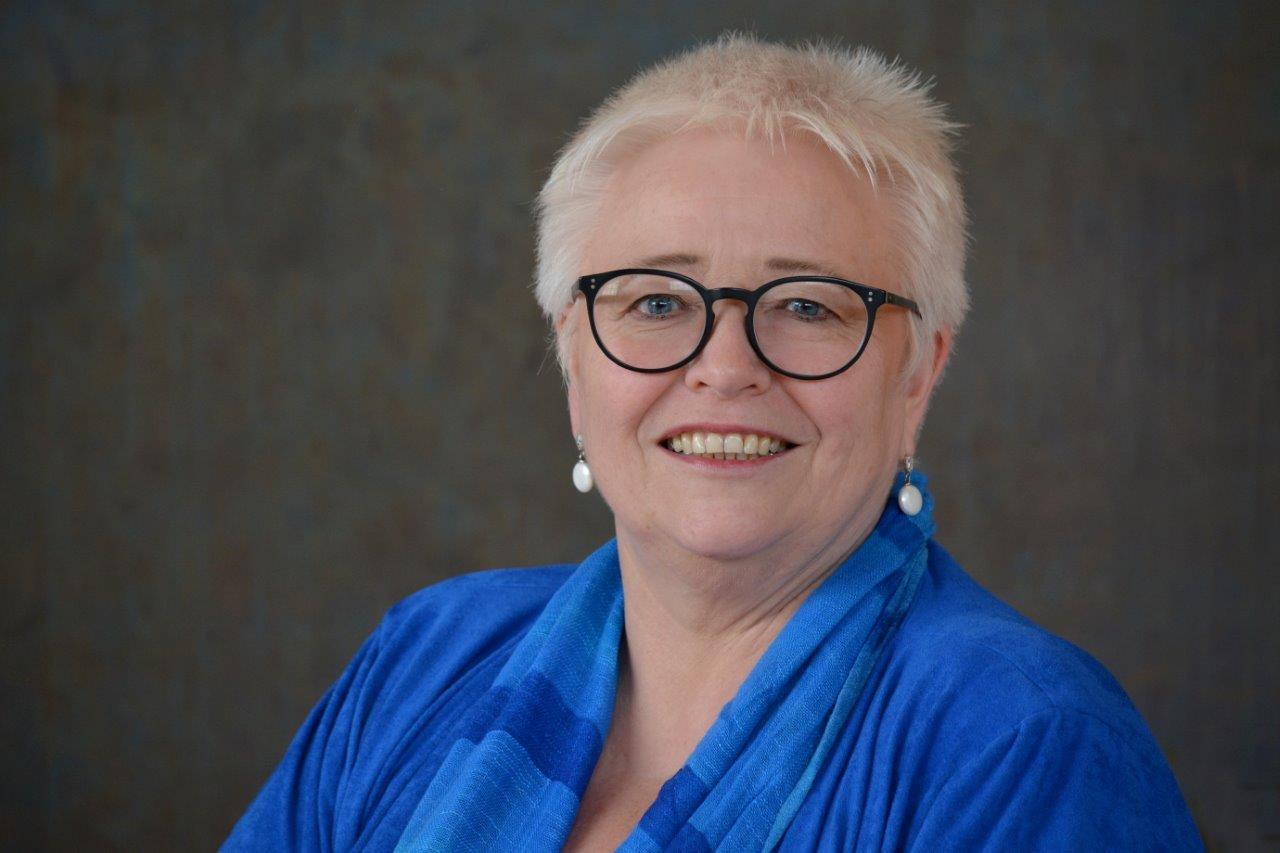
Sigrid Beer, 2018

Sigrid Beer (* 22. Februar 1956 in Paderborn) ist eine deutsche Politikerin (Bündnis 90/Die Grünen). Von 2005 bis 2022 war sie Landtagsabgeordnete in Nordrhein-Westfalen.

## Ausbildung und Beruf
Nach dem Abitur 1975 studierte sie bis 1980 Erziehungswissenschaft, Soziologie, Psychologie und evangelische Theologie an der Universität Paderborn. Sie schloss 1980 als Diplom-Pädagogin ab. Von 1978 bis 1979 war sie als Lehrerin tätig, von 1980 bis 1987 folgte Tätigkeit in der offenen Kinder- und Jugendarbeit. Von 1990 bis 2002 war sie wissenschaftliche Mitarbeiterin an der Universität Paderborn und seit 2002 ist sie freiberufliche Erziehungswissenschaftlerin.

## Partei und öffentliche Ämter
Seit 1999 ist Beer Mitglied der Grünen. Sie war zunächst seit 2000 Sprecherin des Stadtverbandes Paderborn, und von 2002 bis 2005 eine der Sprecherinnen der Landesarbeitsgemeinschaft Bildung und Schule. Von 2003 bis 2005 war sie Mitglied im Bezirksrat Ostwestfalen-Lippe, und seit 2005 ist sie Delegierte der Bundesarbeitsgemeinschaft Bildung. Von 1999 bis 2005 war sie Mitglied des Rates der Stadt Paderborn. Sie war Abgeordnete des Landtags Nordrhein-Westfalen vom 8. Juni 2005 bis zum 31. Mai 2022. Sie war bildungspolitische Sprecherin und ab 2010 parlamentarische Geschäftsführerin ihrer Fraktion, Mitglied im Landesvorstand von Bündnis 90/Die Grünen NRW und Bezirksvorsitzende in Ostwestfalen-Lippe. Nach der Landtagswahl 2022 schied sie aus dem Landtag aus.

## Privates
Beer ist verheiratet und hat drei Kinder.